# Lossmenträsket
Lossmenträsket är en sjö i Skellefteå kommun i Västerbotten och ingår i Sävaråns huvudavrinningsområde. Sjön har en area på 5,34 kvadratkilometer och ligger 261,1 meter över havet. Lossmenträsket ligger i Sävarån Natura 2000-område. Sjön avvattnas av vattendraget Sävarån (Lossmenån). Vid provfiske har bland annat abborre, gers, gädda och lake fångats i sjön.

## Delavrinningsområde
Lossmenträsket ingår i det delavrinningsområde (717908-167650) som SMHI kallar för Utloppet av Lossmenträsket. Medelhöjden är 293 meter över havet och ytan är 35,3 kvadratkilometer. Räknas de 6 avrinningsområdena uppströms in blir den ackumulerade arean 54,38 kvadratkilometer. Avrinningsområdets utflöde Sävarån (Lossmenån) mynnar i havet. Avrinningsområdet består mestadels av skog (77 procent). Avrinningsområdet har 5,41 kvadratkilometer vattenytor vilket ger det en sjöprocent på 15,3 procent.

## Fisk
Vid provfiske har följande fisk fångats i sjön:
- Abborre
- Gärs
- Gädda
- Lake
- Löja
- Sik